# Fracchiaea heterogenea
Fracchiaea heterogenea är en svampart som beskrevs av Sacc. 1873. Fracchiaea heterogenea ingår i släktet Fracchiaea och familjen Nitschkiaceae.   Inga underarter finns listade i Catalogue of Life.